# Баротерапія
Баротерапія (від грец. βἀρος — «тиск» і «терапія») — метод лікування стиснутим повітрям (киснем, газовими сумішами) в барокамері.
За твердженням МОЗ, міжнародні експерти вважають, що баротерапія має доведену ефективність виключно під час лікування кесонної хвороби, проте немає переконливих доказів ефективності та безпеки під час лікування інших захворювань.

## Історія
Спроби наситити організм киснем відомі здавна. З цією метою використовували кисневі подушки, створювали кисневі намети. У 17 сторіччі вдавалися до впливу на організм стисненим повітрям. Згодом створювали герметичні приміщення, в які подавали повітря під тиском. Перші лабораторії гіпербаричної оксигенації з’явилися наприкінці 1950-х — на початку 1960-х років.

## Опис
Принцип дії баротерапії заснований на реакції барорецепторів на зміну атмосферного тиску. Наприклад, зниження тиску зовні спричинює приплив крові до шкіри й поверхневих тканин, поліпшення обмінних процесів у них. А під час підвищення тиску зовні відбувається витіснення з крові розчинених у ній газів, зокрема, токсичних для організму.

## Джерело
- Ю. В. Рум’янцев. Баротерапія // Енциклопедія сучасної України / ред. кол.: І. М. Дзюба [та ін.] ; НАН України, НТШ, Коорд. бюро Енцикл. Сучас. України НАН України. — К. : Поліграфкнига, 2003. — Т. 2 : Б — Біо. — 872 с. — ISBN 966-02-2681-0.
- А. І. Могильник. Баротерапія // Велика українська енциклопедія : [у 30 т.] / проф. А. М. Киридон (відп. ред.) та ін. — К. : ДНУ «Енциклопедичне видавництво», 2018— . — ISBN 978-617-7238-39-2.